# Río de la Plata
Il Río de la Plata (che in spagnolo significa Fiume dell'Argento), talvolta italianizzato in Rio della Plata, è l'estuario formato dal fiume Uruguay e dal fiume Paraná; si tratta di una rientranza a forma di imbuto della costa meridionale del Sud America, lunga 290 chilometri.
Il punto in cui i due fiumi si incontrano è largo circa 48 km, che aumentano a circa 220 laddove sfocia nell'oceano Atlantico. Il Río de la Plata forma la parte marittima del confine tra Argentina e Uruguay, con i porti principali di Buenos Aires a ovest e Montevideo ad est (con quest'ultimo leggermente più a sud di quello della capitale argentina) .
Si è dibattuto in passato se il fiume dovesse essere realmente considerato tale oppure un golfo dell'Oceano Atlantico. In forza della portata d'acqua dolce proveniente dai due principali fiumi e dai loro affluenti, che impedisce il riflusso dell'acqua salata dovuto alla marea, il Río de la Plata è oggi unanimemente considerato un fiume.

## La scoperta e le prime navigazioni

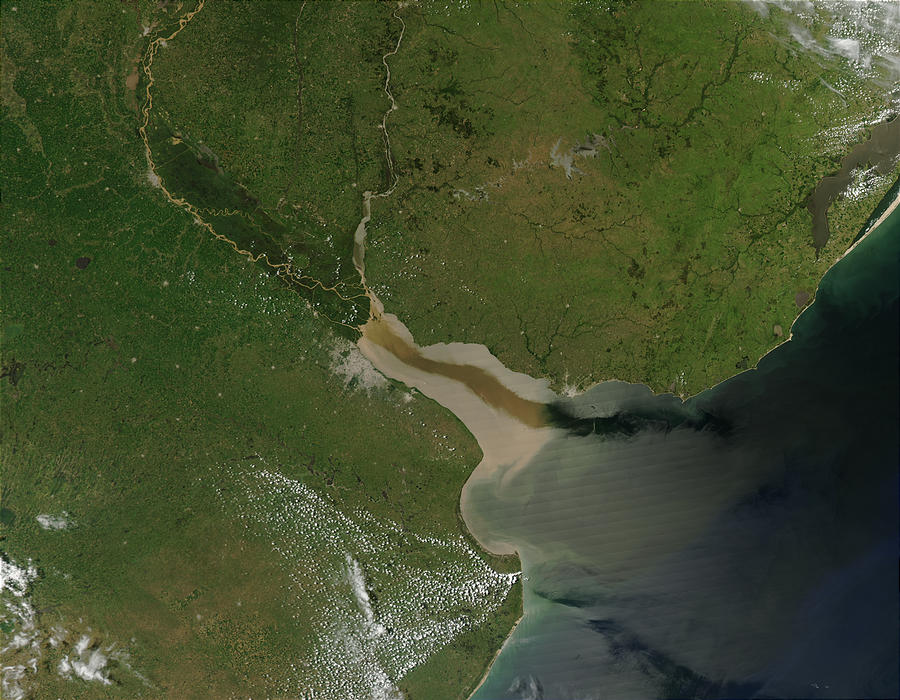
Immagine da satellite dell'estuario

Il fiume venne avvistato per la prima volta dal navigatore spagnolo Juan Díaz de Solís nel 1516, che lo risalì probabilmente nella ricerca di un passaggio verso occidente. Il navigatore portoghese Ferdinando Magellano, durante la sua circumnavigazione del globo, lo percorse, nel 1520, alla ricerca di un passaggio breve verso l'Oceano Pacifico. 
Il navigatore Veneziano Sebastiano Caboto risalì il fiume, tra il 1526 e il 1529, esplorando approfonditamente i fiumi Paraná e Uruguay e al suo ritorno, avendo riportato con sé alcuni ninnoli e oggetti d'argento, probabilmente ricevuti dagli indigeni Guaraní, fece ritenere che il fiume potesse rappresentare la via verso la Sierra del Plata, il luogo del leggendario "tesoro d'argento" che si riteneva essere nascosto in qualche punto di quella regione, da qui il suo nome Fiume dell'Argento.
Nel 1535 il conquistador spagnolo Pedro de Mendoza intese stabilire delle colonie nell'America del Sud e allo scopo, nel 1536, risalì il fiume fondando, il 2 febbraio dello stesso anno la città di Buenos Aires, con il nome di Santa María de Buenos Aires, divenendo Adelantado del Río de la Plata. Anche il corsaro inglese Francis Drake, durante la sua circumnavigazione del globo, transitò nel 1578 nel Río de la Plata.

## Portata e navigabilità
Il bacino idrografico del Rio de la Plata, il bacino Rio de la Plata-Paraná, con i suoi 3.140.000 km² è il secondo per dimensioni del Sud America, secondo solo a quello Rio delle Amazzoni-Ucayali con 7.050.000 km², e il quinto del mondo. Il bacino comprende le zone sud orientali della Bolivia, le zone centro meridionali del Brasile, il Paraguay e l'Uruguay e l'Argentina settentrionale; i principali fiumi del bacino sono, oltre i sopracitati Paraná e Uruguay, il fiume Paraguay. Si stima che 57 milioni di m³ di detriti e di limo vengano riversati annualmente nell'estuario e per questo motivo la rotta navale dall'Atlantico a Buenos Aires viene dragata costantemente.
La durata della traversata dell'estuario del Río de la Plata è di circa 4 ore di navigazione in direzione ovest/est; in forza del differente fuso orario che intercorre tra Argentina e Uruguay è possibile, nel periodo estivo, recuperare un'ora. Il porto uruguaiano più vicino a Buenos Aires è il porto di Colonia del Sacramento, distante circa un'ora di navigazione, dove molti turisti si recano, per via marittima, nel fine settimana. Il collegamento marittimo da Buenos Aires a Colonia del Sacramento e Montevideo è garantito da traghetti pluri-quotidiani detti "Buquebus" o "Ferrys", dai nomi delle Compagnie che li gestiscono. Il Río de la Plata è l'habitat del raro Delfino de La Plata.

## Il fiume nella storia

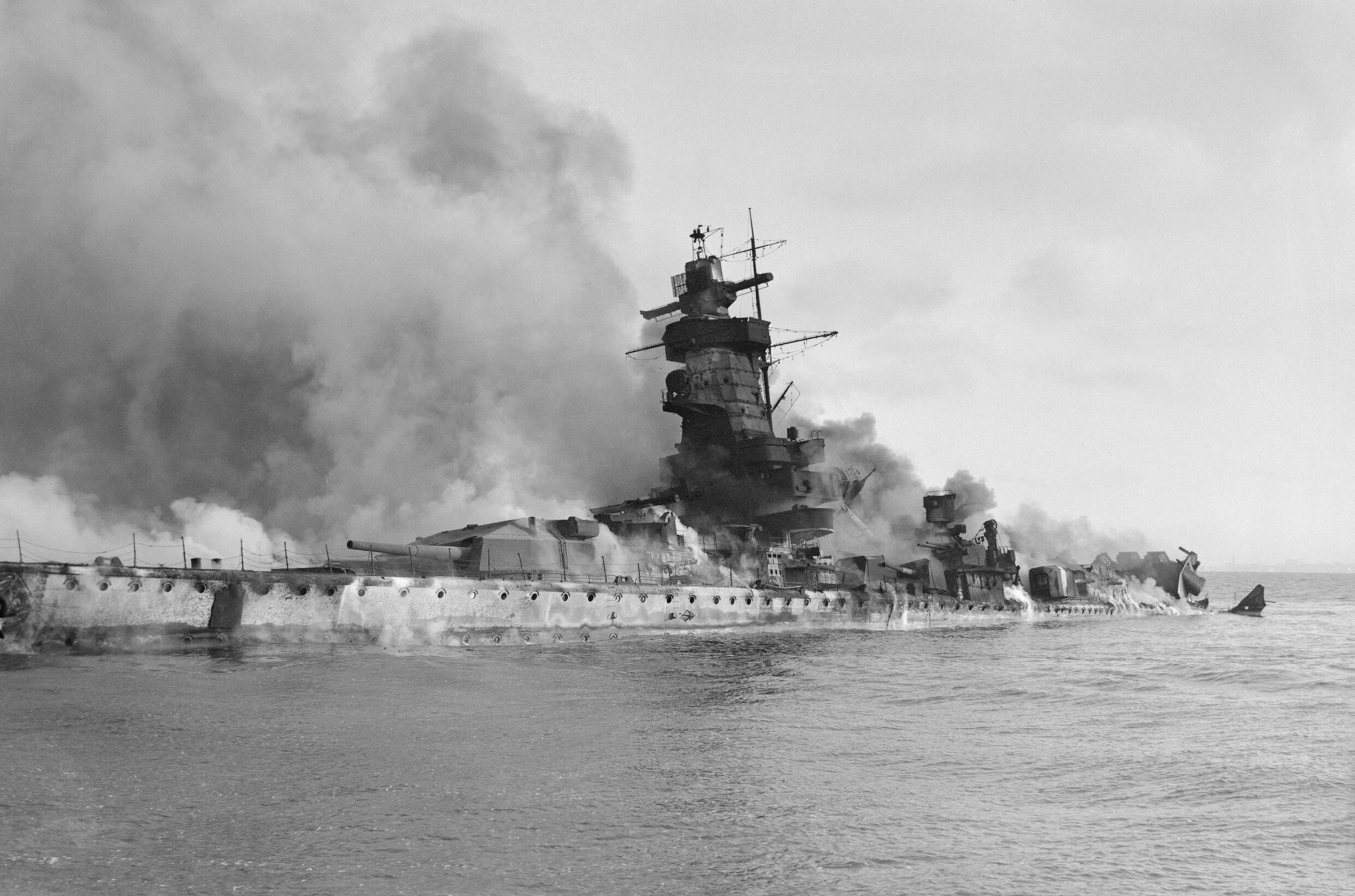
La corazzata tascabile tedesca Admiral Graf Spee in fiamme durante l'autoaffondamento nell'estuario del Río de la Plata avvenuto il 17 dicembre 1939

Nel 1651 lo scultore Gian Lorenzo Bernini, realizzando la Fontana dei Quattro Fiumi, sita a Roma in Piazza Navona, scolpì, al di sotto di un obelisco egiziano che le sovrasta, quattro figure che simboleggiano altrettanti fiumi: il Río de la Plata, il Nilo, il Gange e il Danubio che costituivano i principali fiumi dei continenti allora conosciuti e dove la statua del Río de la Plata rappresentava il continente americano.
Il 13 dicembre 1939, durante la seconda guerra mondiale, si svolse nell'Atlantico del sud a diverse miglia al largo della costa dell'estuario la battaglia del Río de la Plata tra la corazzata tascabile tedesca Admiral Graf Spee, e tre unità della Royal Navy: l'incrociatore pesante HMS Exeter e gli incrociatori leggeri HMS Achilles e HMS Ajax
La nave tedesca, dopo essere rimasta danneggiata a seguito dello scontro con le unità inglesi, trovò inizialmente rifugio nel porto di Montevideo, ma tre giorni dopo, essendo stata obbligata dalle autorità a lasciare il porto per non compromettere la neutralità del paese, si autoaffondò nell'estuario a causa sia dell'impossibilità di tentare la fuga date le soverchianti forze che l'attendevano fuori dalle acque territoriali, sia per la decisione di Hitler di non fare internare la nave in Uruguay.
Durante la dittatura militare in Argentina, il processo di riorganizzazione nazionale, conosciuto come Guerra sporca, (1976-1983), molti dissidenti furono uccisi dai soldati annegandoli nel fiume (desaparecidos), con i cosiddetti voli della morte.

## Galleria d'immagini

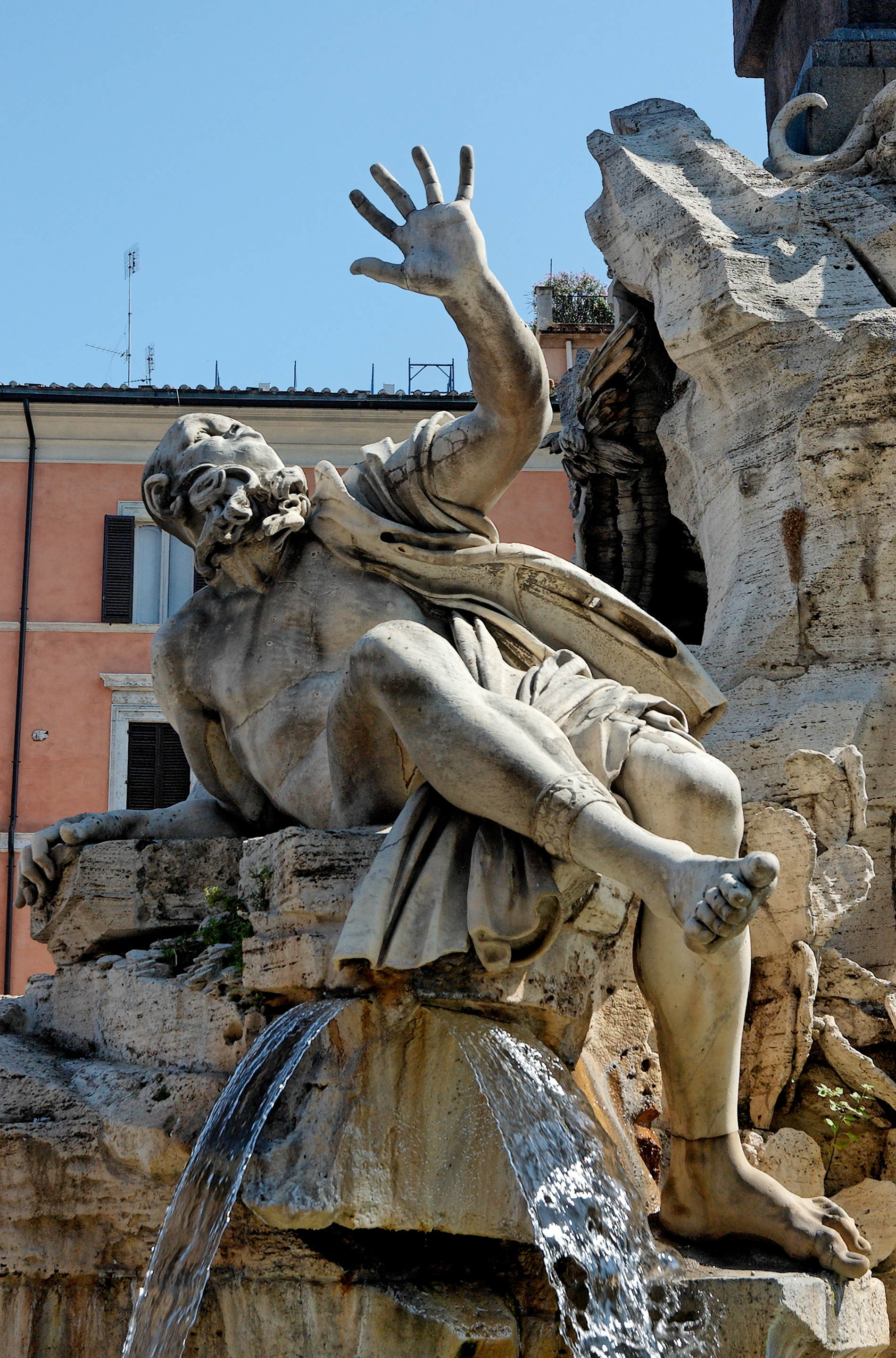
Il gigante della Fontana dei Quattro Fiumi che simboleggia il Río de la Plata
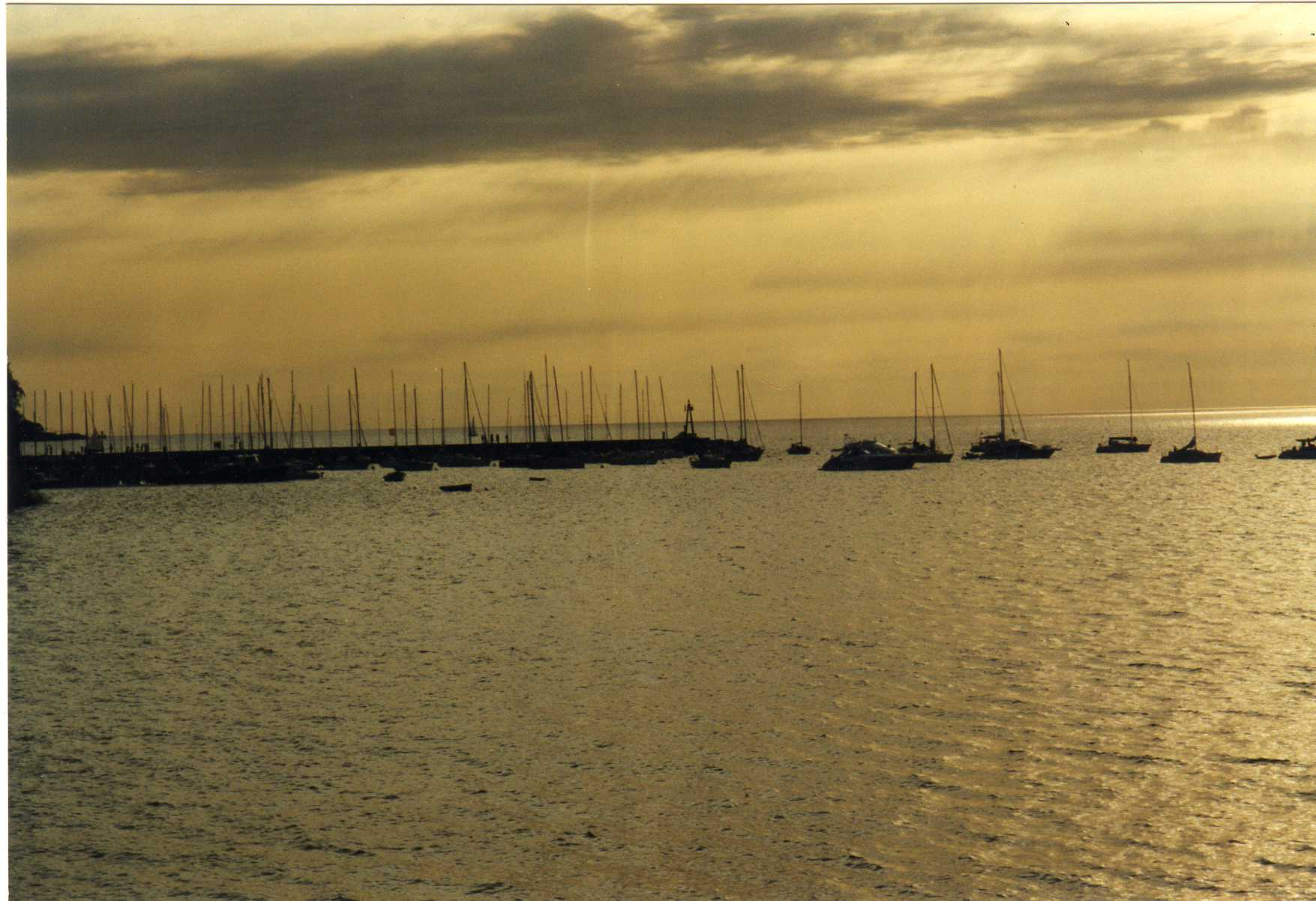
Il Río de la Plata visto dal porto turistico di Buenos Aires
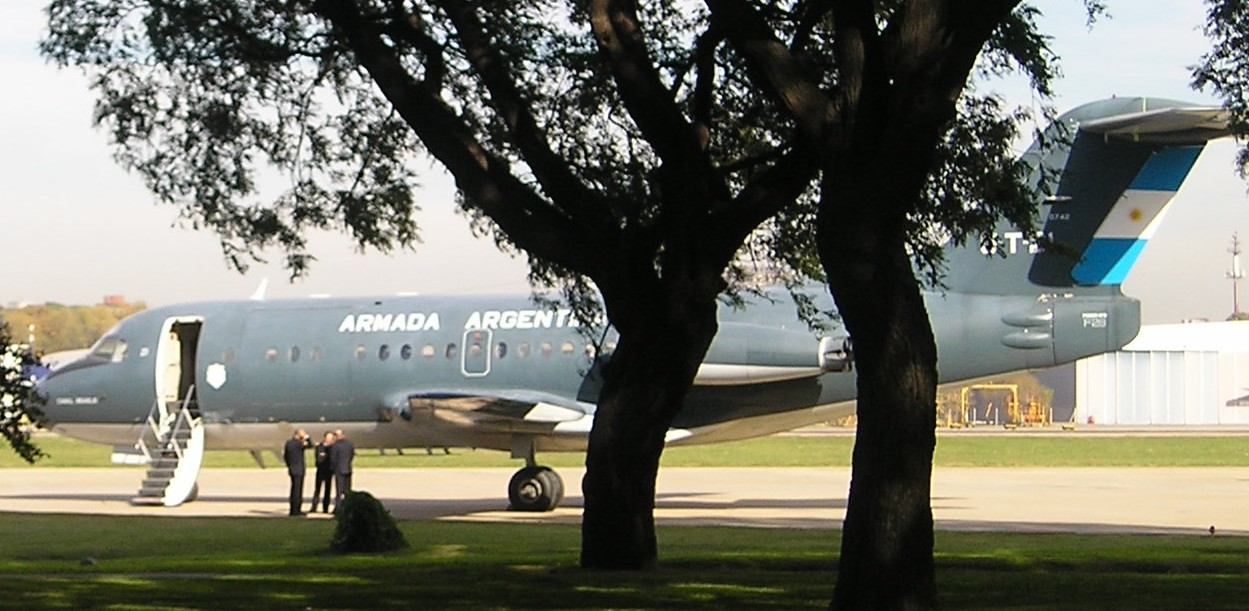
Fokker F28 dell'Aviación Naval dell'Armada de la República Argentina